# Isabella di Morra
Isabella di Morra, também conhecida como Isabella Morra (Valsinni, c. 1520 — Valsinni, 1545 ou 1546), foi uma poetisa italiana.

## Biografia
Nascida em uma família nobre, foi educada por seu pai e dedicou-se ao cultivo das letras e, particularmente da poesia. O pai foi forçado a se exilar na França em 1528, depois de ter apoiado o exército francês contra o domínio espanhol no Reino de Nápoles. Isabella permaneceu em Valsinni com a mãe e as outras crianças. Três de seus irmãos, rudes e ignorantes, forçaram-na a viver no castelo da família. Sozinha, longe de seu pai (a única pessoa que amou) e estranha do movimento literário do tempo, Isabella dedicou-se a compor poemas para aliviar a solidão.
A poetisa conheceu Diego Sandoval de Castro, barão e poeta de origem espanhola, com quem iniciou uma correspondência literária. Descoberta a correspondência, os três irmãos suspeitaram de uma relação amorosa e mataram Isabella e seu preceptor que agiu como intermediário. Alguns meses mais tarde, eles também mataram Diego Sandoval de Castro. Os assassinos foram forçados a fugir para a França, alcançando seu pai, para escapar da ira dos espanhóis. 
Isabella deixou uma pequena produção literária composta por dez sonetos e três canzoni, que foram publicados alguns anos após a tragédia. Desconhecida durante a sua vida, a poetisa ganhou alguma popularidade após a sua morte, por sua vida triste mas também pelo seu valor poético. Sua poesia foi influenciada pela corrente petrarquista em voga no tempo mas que se distingue dos outros poetas da época, suficiente para ser considerada uma das mais tocantes e originais expressões poéticas da literatura italiana do século XVI. Hoje é considerada uma pioneira da poesia romântica e de questões existenciais abordadas por Giacomo Leopardi.

## Impacto cultural
A vida de Isabella inspirou o drama Isabella Morra (1973) de André Pieyre de Mandiargues, adaptado para uma peça de teatro dirigido por Jean-Louis Barrault, com Anny Duperey como protagonista em 1974.